# René Forestier
Pour les articles homonymes, voir Forestier.
René Forestier (né le 17 février 1957 à Ambierle,) est un coureur cycliste français, actif dans les années 1970 et 1980.

## Biographie
En 1979, René Forestier remporte le championnat régional du Lyonnais ainsi que le Tour du Pays de Gex. Deux ans plus tard, il s'impose sur le Circuit de la Vallée du Bédat et à l'Essor breton. Il remporte ensuite le Tour de Bigorre en 1981, sous les couleurs de l'UC Pélussin. La même année, il termine seizième de la Milk Race en Grande-Bretagne, avec l'équipe de France amateurs.
En 1983, il reste à l'UC Pélussin-Saint-Étienne, qui monte une équipe professionnelle. Durant cette saison, il obtient son meilleur résultat au mois de mars avec une neuvième place sur le Tour du Sud-Est. 

## Palmarès
- Amateur
  - 1978-1982 : 44 victoires[4]
- 1979
  - Championnat du Lyonnais
  - Tour du Pays de Gex
- 1980
  - Circuit de la Vallée du Bédat :
    - Classement général
    - 2e étape

  - Essor breton
- 1981
  - Tour de Bigorre
  - 3e du Circuit de Saône-et-Loire
  - 3e du Grand Prix Mathias
- 1982
  - Grand Prix de Sainte-Colombe-sur-Gand
  - Flèche Cussétoise (avec Guy Boiron)
- 1987
  - 3e de Bourg-Oyonnax-Bourg